# Chapelle de Clémencé
La chapelle de Clémencé aussi appelée Chapelle Notre-Dame de Clémencé est un édifice catholique du XIVe siècle située à Saint-Cyr-la-Rosière, en France.

## Localisation
La chapelle est située dans le département français de l'Orne, dans la commune de Saint-Cyr-la-Rosière.

## Historique
La chapelle est datée du  XIVe siècle ou du XVe siècle.
L'édifice occuperait l'emplacement d'un chêne abritant une statue de la Vierge et un lieu de pèlerinage réputé pour les guérisons. La sœur du seigneur du lieu, Michelle des Feugerets, aurait été guérie de claudification.
L'édifice est bâtie par et bénéficie d'indulgences dès le milieu du XVe siècle. Un pèlerinage s'y tient autour du 8 septembre.
La chapelle est agrandie au XVIIe siècle, une voûte en berceau de lambris est datée 1629 et des travaux ont lieu au XIXe siècle.
L'édifice est inscrit au titre des monuments historiques depuis le 14 novembre 1977.
Une association de sauvegarde est créée en 2006.

## Description
La chapelle a une seule nef, un toit en tuiles et un chevet plat.
Quatre vitraux ornent l'édifice, l'édifice est orné de peintures du XIXe siècle et de peintures du XVIIe siècle représentant les douze apôtres.
La chapelle conserve un maître-autel et un retable de style Renaissance, ainsi que des statues polychromes du XVIe.